# Sukabumi (Cepogo)
Sukabumi is een bestuurslaag in het regentschap Boyolali van de provincie Midden-Java, Indonesië. Sukabumi telt 3433 inwoners (volkstelling 2010).